# Шаляпин, Анатолий Константинович
Анатолий Константинович Шаляпин (род. 28 марта 1948) — советский и российский актёр театра и кино. Заслуженный артист Российской Федерации (2001).

## Биография
Анатолий Шаляпин родился 28 марта 1948 года. Окончил Театральное училище им. М. С. Щепкина в 1970 году, педагог — Михаил Иванович Царёв.
Работал в Театральной компании Сергея Виноградова.
Актёр Театра Луны.

## Творчество

### Роли в театре
- «Машенька» — Подтягин
- «Мечты маленького Робинзона» — Попугай
- «Фауст» — 1-й актер
- «Ночь нежна» — Маккиско
- «Путешествие дилетантов» — Афанасий
- «Кода» — Сучков

### Фильмография
1. 1965 — Двадцать лет спустя — Саша
2. 1965 — Мы, русский народ — Гришка Фёдоров
3. 1965 — Похождения зубного врача — Брат Коля
4. 1966 — Заблудший — Гриша, друг Люси
5. 1971 — Тени исчезают в полдень — Дмитрий Курганов
6. 1972 — Самый последний день — Бульдозерист
7. 1972 — Сапожки — эпизод
8. 1973 — Бесстрашный атаман
9. 1974 — Личная жизнь — Семён
10. 1981 — Опасный возраст — Выпивоха
11. 1981 — Чёрный треугольник — Милиционер
12. 1982 — Покровские ворота — Больной
13. 1982 — Приказ: перейти границу
14. 1983 — Букет фиалок — Истомин
15. 1983 — Петля — Михаил Волков
16. 1989 — Поездка в Висбаден
17. 1994 — Петербургские тайны
18. 1999 — Возвращение Титаника — Кальян
19. 1999 — Президент и его внучка — Приемщик посуды
20. 2000 — Лицо французской национальности — Телушкин
21. 2001 — Дальнобойщики (6-я серия «Эпидемия») — Зотов
22. 2001 — На углу у Патриарших 2 — Бухгалтер
23. 2001 — Сыщики — «Зубр»
24. 2003 — Желанная — Дядя Коля
25. 2003 — На углу у Патриарших 3 — рук. книгохранилища
26. 2003 — Сибирочка — Метрдотель цирка
27. 2004 — Искушение Титаника — Кальян
28. 2004 — Сармат — Конюх
29. 2004 — Удалённый доступ
30. 2004 — Узкий мост — Пассажир
31. 2005 — Аэропорт — Фролов
32. 2005 — Горыныч и Виктория — Петров
33. 2005 — Золотой телёнок — Работник Черноморского почтамта
34. 2005 — Студенты — Коновалов
35. 2006 — Врачебная тайна — Пациент
36. 2006 — Страсти по кино: Чего хочет женщина?
37. 2006 — Тюрьма особого назначения — Сотрудник тюрьмы
38. 2011 — Дальнобойщики 3